# گوایارانیرین
گوایارامرین (به اسپانیایی: Guayaramerín) یک شهر در بولیوی است که مرکز شهرداری گوآیارامرین است. گوایارانیرین ۱۳٫۹ کیلومتر مربع مساحت و ۳۹٬۰۱۰ نفر جمعیت دارد و ۱۲۸ متر بالاتر از سطح دریا واقع شده‌است.